# Coelioxys biroi
Coelioxys biroi är en biart som beskrevs av Heinrich Friese 1909. Coelioxys biroi ingår i släktet kägelbin, och familjen buksamlarbin. Inga underarter finns listade i Catalogue of Life.